# CHST7
Ugljeno hidratna sulfotransferaza 7 (eng. Carbohydrate sulfotransferase 7) je enzim koji je kod ljudi kodiran istoimenim genom CHST7, nalazi se na X hromozomu. Dužina polipeptidnog lanca je 486 aminokiselina, a molekulska težina 54 266.

## Funkcija
Ovaj gen pripada familiji gena sulfotransferaza. Sulfotransferaze katalizuju sintezu sulfatnih glikozaminoglikanskih (GAG) jedinica tokom biosinteze hondroitin sulfata. Ove enzimske aktivnosti omogućavaju stvaranje značajne strukturne raznolikosti među hondroitin sulfatima prenošenjem sulfatnih grupa sa visokim stepenom specifičnosti na oligosaharidni supstrat. Specifični genski produkt ovog gena uglavnom prenosi sulfatne grupe na N-Acetilgalaktozamin. Regulacija ekspresije svakog člana ove genske familije može biti ključni faktor u određivanju nivoa sulfatiranih GAG jedinica, kao i u funkciji hondroitin sulfata kao regulatora mnogih bioloških procesa. Ovaj gen je lociran unutar genetskog klastera na hromozomu Xp11.23.

## Literatura
- Liu T; Qian WJ; Gritsenko MA;  . (2006). „Human Plasma N-Glycoproteome Analysis by Immunoaffinity Subtraction, Hydrazide Chemistry, and Mass Spectrometry”. J. Proteome Res. 4 (6): 2070—80. PMC 1850943 . PMID 16335952. doi:10.1021/pr0502065.
- Ross MT; Grafham DV; Coffey AJ;  . (2005). „The DNA sequence of the human X chromosome”. Nature. 434 (7031): 325—37. Bibcode:2005Natur.434..325R. PMC 2665286 . PMID 15772651. doi:10.1038/nature03440.
- Gerhard DS; Wagner L; Feingold EA;  . (2004). „The Status, Quality, and Expansion of the NIH Full-Length cDNA Project: The Mammalian Gene Collection (MGC)”. Genome Res. 14 (10B): 2121—7. PMC 528928 . PMID 15489334. doi:10.1101/gr.2596504.
- Strausberg RL; Feingold EA; Grouse LH;  . (2003). „Generation and initial analysis of more than 15,000 full-length human and mouse cDNA sequences”. Proc. Natl. Acad. Sci. U.S.A. 99 (26): 16899—903. Bibcode:2002PNAS...9916899M. PMC 139241 . PMID 12477932. doi:10.1073/pnas.242603899 .
- Thiselton DL; McDowall J; Brandau O;  . (2002). „An integrated, functionally annotated gene map of the DXS8026-ELK1 interval on human Xp11.3-Xp11.23: potential hotspot for neurogenetic disorders”. Genomics. 79 (4): 560—72. PMID 11944989. doi:10.1006/geno.2002.6733.
- Bhakta S; Bartes A; Bowman KG;  . (2001). „Sulfation of N-acetylglucosamine by chondroitin 6-sulfotransferase 2 (GST-5)”. J. Biol. Chem. 275 (51): 40226—34. PMID 10956661. doi:10.1074/jbc.M006414200 .
- Uchimura K; Fasakhany F; Kadomatsu K;  . (2000). „Diversity of N-acetylglucosamine-6-O-sulfotransferases: molecular cloning of a novel enzyme with different distribution and specificities”. Biochem. Biophys. Res. Commun. 274 (2): 291—6. PMID 10913333. doi:10.1006/bbrc.2000.3141.
- Shilatifard A; Merkle RK; Helland DE;  . (1993). „Complex-type N-linked oligosaccharides of gp120 from human immunodeficiency virus type 1 contain sulfated N-acetylglucosamine”. J. Virol. 67 (2): 943—52. PMC 237448 . PMID 8419650. doi:10.1128/JVI.67.2.943-952.1993.
- Bernstein HB, Compans RW (1992). „Sulfation of the human immunodeficiency virus envelope glycoprotein”. J. Virol. 66 (12): 6953—9. PMC 240329 . PMID 1433500. doi:10.1128/JVI.66.12.6953-6959.1992.